# 帕夫洛·舍列梅塔
帕夫洛·米哈伊洛維奇·舍列梅塔（1971年5月23日—）是烏克蘭的一位經濟學家。他曾經擔任烏克蘭經濟發展和貿易部部長。舍列梅塔出生在利沃夫。他擁有利沃夫大學經濟學學士學位和埃默里大學的MBA學位。1999年，舍列梅塔創建了基輔莫希拉商務學校並擔任首任校長。
2014年2月27日，他在第一次亞采紐克政府中擔任經濟發展和貿易部長。舍列梅塔就任后，决意消除官僚习气和腐败作风，但他没能推动议会通过实质性法规。而舍列梅塔与亚采纽克也存在不少分歧，后者并不满意经济改革的速度和深度。当时乌克兰经济伴随国内的动荡局势持续衰退，政府军与頓巴斯親俄武裝的冲突更令国内经济雪上加霜，导致乌克兰货币格里夫纳对美元的汇率创下历史新低。
8月21日，舍列梅塔宣布递交辞呈，他因没能推动乌克兰的经济改革而“受挫”。舍列梅塔在社交网站暗示缺乏改革的广泛支持，他说：“我决定专注于为属于将来的人们工作，而不是继续同旧体制斗争。”